# Хэмптон, Лайонел
Ла́йонел Хэ́мптон (полное имя Лайонел Лео Хэмптон (англ. Lionel Leo Hampton); 20 апреля 1908, Луисвилл, штат Кентукки, США — 31 августа 2002 , Нью-Йорк, США) — джазовый вибрафонист, бэнд-лидер, певец, актёр и шоумен.

## Биография

### Детство
Лайонел Хэмптон родился в Луисвилле, штат Кентукки, и был воспитан бабушкой. Вскоре после его рождения они с матерью переехали в её родной город Бирмингем (штат Алабама). Раннее детство он провёл в Кеноша, штат Висконсин, а в 1916 году семья переехала в Чикаго, штат Иллинойс. В 1920-х годах Хэмптон брал уроки игры на ксилофоне и начал играть на барабанах, позднее — флейте и ударных в академии Holy Rosary недалеко от Чикаго.

### Начало карьеры
Ударные инструменты Лайонел Хэмптон осваивал в школе, затем в юношеском военном оркестре перешёл на литавры и маримбу. Купить инструменты, а также необходимую для музыканта одежду помог дядя — бутлегер Ричард Морган (став позднее шофером блюзовой певицы Бесси Смит, он будет обвинён в её гибели). Будучи подростком, Лайонел начал профессиональную карьеру с игры на ударных в чикагском ансамбле Chicago Defender Newboys' Band. В 1927 или 1928 году он переехал в Калифорнию, где стал играть на ударных инструментах в ансамбле Dixieland Blues-Blowers. Первую свою запись он сделал с группой The Quality Serenaders под руководством Пола Ховарда. Затем Лайонел уехал в Калвер-Сити, где играл на ударных в группе Леса Хайта Sebastian’s Cotton Club. Тогда же он начал практиковаться в игре на вибрафоне. Есть мнение, что именно Лайонел Хэмптон сделал, за время своей карьеры, этот инструмент популярным, как никогда ранее.
В период работы в группе Леса Хайта, Хэмптон выступал также с оркестром Ната Шилкрета. В начале 1930-х годов он учился музыке в университете Северной Калифорнии и в 1934 возглавлял собственный оркестр. В 1936 году он появился в фильме Pennies From Heaven вместе с Бингом Кроссби и Луи Армстронгом.

### Сотрудничество с Бенни Гудменом
В ноябре 1936 года, когда Бенни Гудмен приехал со своим оркестром в Лос-Анджелес, продюсер Джон Хэммонд привёл его на выступление Хэмптона. Гудмэн пригласил Лайонела вступить в его трио, которое в результате преобразовалось в квартет, состоящий из Гудмена, Хэмптона, Тедди Уилсона (фортепиано) и Джина Крупа (ударные). Квартет стал ведущим во времена доминирования биг-бэндов и, кроме того, стал одним из первых расово-смешанных джазовых коллективов, выступавших для широкой аудитории.

### Оркестр Лайонела Хэмптона
Когда Хэмптон работал с Гудменом в Нью-Йорке, он также записывался с различными небольшими группами, известными как The Lionel Hampton Orchestra. В 1940 году Хэмптон покинул оркестр Гудмена, чтобы создать свой собственный биг-бэнд, который был популярным в 1940-х — начале 1950-х годов. В тот период оркестр Хэмптона играл джаз и ритм-энд-блюз, и записывался для фирмы грамзаписи «Декка». В 1942 оркестр записал классическую версию «Flying Home», где соло на саксофоне исполнил Иллинойс Джеккет. Запись стала популярной, и в 1944 году они записали продолжение «Flying Home, Number Two» совместно с Арнеттом Коббом. С оркестром играли исполнители, позже ставшие знаменитыми: композитор и басист Чарльз Мингус, саксофонист Джонни Гриффин, гитарист Вэс Монтгомери, вокалистка Дайна Вашингтон, клавишник Милт Бакнер, а также Диззи Гиллеспи, Кэт Андерсон, Кенни Дорхэм, Снуки Янг, тромбонист Джимми Клевеленд, саксофонисты Иллинойс Джеккет и Джером Ричардсон.
Гитарист Билли Мэккел присоединился к Хэмптону в 1944 и с тех пор выступал и записывался с ним до конца 1970-х. В 1947 была записана песня «Stardust» совместно с Чарли Шейверсом и Слэмом Стюартом (продюсер Джин Норман). В 1953 году начались европейские гастроли оркестра в составе: Клиффорд Браун, Гиги Груйс, Энтони Ортега, Монк Монтгомери, Джордж Вэллингтон, Арт Аэрмер, Куинси Джонс и певица Энни Росс. В 40-х и 50-х Хэмптон также продолжал записываться с малыми составами и джем-сессиями, вместе с Оскаром Питерсоном, Артом Тэтумом, Бадди Де Франко и другими. В 1955 году, работая в Калифорнии над книгой «История Бенни Гудмена», он сделал записи для Нормана Гранца со Стэном Гетцом и Артом Тэтумом, а также со своим биг-бэндом.
Хэмптон записывался с Луи Армстронгом и с итальянской певицей Лорой Сэинт Пол в 1968 году на музыкальном фестивале в Сан-Ремо Италии. В том же году Папа Римский Павел VI пригласил Хэмптона для выступления и вручил ему медаль.
Оркестр воплотил первую фазу карьеры Хэмптона как учителя, открыв такие таланты, как Иллинойс Джеккет, Кэт Андерсон, Декстер Гордон, Арт Фармер, Клиффорд Браун, Фэтс Наварро, Кларк Терри, Куинси Джонс, Чарльз Мингус, Уэс Монтгомери, а также певцов Джо Уильямса, Дину Вашингтон, Бетти Картер и Арету Франклин. В состав в разное время также входили Джо Ньюман, Ли Янг, Арнетт Кобб, Милт Бакнер, Эрл Бостик, Джонни Гриффин, Джо Уайлдер, Бенни Бэйли, Эл Грей, Джимми Кливленд, Джиджи Грайс, Джордж Уоллингтон, Энни Росс, Эрни Ройял, Джек МакВи, Ирвинг Эшби.
Как композитор и аранжировщик, Хэмптон отметился в более чем 200 композиций, включая джазовые стандарты «Flying Home», «Evil Gal Blues» и «Midnight Sun». Он также написал симфонические работы: «King David Suite» и «Blues Suite».

### Поздние годы
В 60-х годах группы Хэмптона переживали упадок, всё ещё исполняя то, что имело успех в 40-х и 50-х, но уже не приносило столько денег, как раньше. Не лучше шли дела и в 70-х, хотя он ещё продолжал записываться на «Who’s Who Record Label».
Начиная с 1984 года Хэмптон играл в университете Айдахо на ежегодном джазовом фестивале, который позже назовут «Джазовый фестиваль Лайонела Хэмптона». В 1987 году музыкальный факультет университета Айдахо был назван в честь Хэмптона, это был первый факультет университета, получивший имя джазового музыканта. Хэмптон продолжал музыкальные выступления до инсульта, который произошёл в Париже в 1991 году. Это, вместе с хроническим артритом, заставило его резко сократить выступления. Тем не менее он смог выступить в Смитсоновском национальном музее американской истории в 2001 году незадолго до смерти.

### Личная жизнь
В 1936 году Лайонел Хэмптон женился на Глэдис Риддл (ок. 1910—1971). Глэдис была бизнес-менеджером Лайонела на протяжении большей части его карьеры. Многие музыканты вспоминали, что Лайонел стремился к музыке, а Глэдис — к бизнесу.
В 50-е годы Хэмптон интересовался иудаизмом и отправил много денег в помощь Израилю. В 1953 году он написал сюиту «Царь Дэвид» и исполнил её в Израиле с «Бостонским поп-оркестром». Позже он стал приверженцем доктрины «Христианская наука».
Хэмптон отличался любовью к щенкам, у него их было более тридцати. В январе 1997 его квартира загорелась, в огне пострадали его награды и личные вещи, но сам Хэмптон остался невредим.

### Смерть
Лайонел Хэмптон умер от сердечной недостаточности 31 августа 2002 года в больнице Маунт-Синай в Нью-Йорке и был похоронен на кладбище Вудлон в Бронксе, Нью-Йорк. Его похороны состоялись 7 сентября 2002 года и сопровождались выступлением Уинтона Марсалиса и оркестра Дэвида Оствальда в церкви Риверсайд в Манхэттене; процессия началась в Cotton Club в Гарлеме.

### Признание
За карьеру, измеряемую шестью десятилетиями, Хэмптон играл почти со всеми гениями джаза: от Бенни Гудмена до Луи Армстронга, и от Чарли Паркера до Куинси Джонса.
Знаменитый Куинси Джонс, много раз становившийся лауреатом «Грэмми», продюсер и композитор, сказал, что Хэмптон был его наставником более пятидесяти лет. За свою карьеру Хэмптон играл в Белом доме для всех президентов, от Трумена до Клинтона. Когда он играл для Трумена, это был первый чёрный оркестр, который когда-либо развлекал публику в Белом доме.
В 1997 г. Хэмптон получил Национальную медаль искусств, которую награждённый нацепил на взятый напрокат костюм, потому что вся его одежда, включая носки и ботинки, а также инструменты и многие памятные вещи, сгорели при пожаре двумя днями ранее.
- Плита памяти Лайонелу Хэмптону — улица известности
- Дома, названные именем Лайонела Хэмптона (далеко вправо). Фото: Джордана Дэвиса

### Общественная деятельность
Хэмптон был глубоко вовлечён в различные благотворительные проекты и создал строительную компанию «Lionel Hampton Development» . Корпорация начала работать в Гарлеме, Нью-Йорк в 1960-х годах при помощи, оказанной Республиканской партией США и губернатором от этой партии Нельсоном Рокфеллером, ею были построены жилые комплексы и центры музыкального образования для детей из малоимущих негритянских семей. В 1988 году Хэмптон основал Центр исполнительских искусств в штате Айдахо и стал художественным руководителей джаз-фестиваля в маленьком городе Москоу.
Хэмптон был убеждённым республиканцем и много раз был членом национальных съездов республиканской партии. На протяжении нескольких лет он был вице-президентом республиканского комитета округа Нью-Йорк, а также членом комиссии по правам человека.. За свою жизнь Хэмптон пожертвовал Республиканской партии почти 300 тысяч долларов.

## Дискография
| - Год   | Альбом                                                        | Лейбл                                                |
| ------- | ------------------------------------------------------------- | ---------------------------------------------------- |
| 1937—39 | Benny Goodman -The Complete RCA Victor Small Group Recordings | RCA Records                                          |
| 1937—39 | Hot Mallets, Vol. 1                                           | Bluebird Records                                     |
| 1937—39 | The Jumpin Five, Vol. 2                                       | Bluebird Records                                     |
| 1938    | The Famous 1938 Carnegie Hall Jazz Concert                    | Columbia Records                                     |
| 1939—40 | Tempo and Swing                                               | Bluebird Records                                     |
| 1944    | Star Dust                                                     | Verve Records                                        |
| 1947    | with the Just Jazz All Stars                                  | GNP Crescendo/Vogue 78s/London Records 1972 transfer |
| 1953—54 | The Lionel Hampton Quintet                                    | Verve Records                                        |
| 1955    | Hamp and Getz                                                 | Verve Records                                        |
| 1958    | The Golden Vibes                                              | Columbia Records                                     |
| 1958    | Lionel                                                        | Audio Fidelity                                       |
| 1959    | Hamp`s Big Band                                               | Audio Fidelity AFSD 5913                             |
| 1960    | Silver Vibes                                                  | Columbia Records                                     |
| 1963    | Benny Goodman Together Again!                                 | Columbia Records                                     |
| 1963    | You Better Know It!!!                                         | Impulse! Records                                     |
| 1972    | Please Sunrise                                                | Brunswick Record Corporation                         |
| 1982    | Outrageous                                                    | Glad-Hamps G.H.S.1022                                |
| 1988    | Mostly Blues                                                  | Jazz Heritage Society                                |
| 1991    | Live at the Blue Note                                         | Columbia Records                                     |

Сборные альбомы
| Год   | Альбом                                              | Лейбл               |
| ----- | --------------------------------------------------- | ------------------- |
| 37—40 | Swing Classics — Lionel Hampton and His Jazz Groups | RCA Victor LPM-2318 |
| 39—56 | Greatest Hits                                       | RCA Victor          |
| 42—63 | Hamp!                                               | GRP/Decca           |
| 37—63 | The Lionel Hampton Story                            | Proper              |

## Фильмография
| Год  | Фильм                            | Роль            | Режиссёр           | Жанр                      |
| ---- | -------------------------------- | --------------- | ------------------ | ------------------------- |
| 1933 | Girl Without A Room              | Лайонел Хэмптон | Ralph Murphy       | Комедия                   |
| 1936 | Pennies From Heaven              | Лайонел Хэмптон | Norman Z. McLeod   | Комедия/Музыкальный фильм |
| 1937 | Hollywood Hotel                  | Лайонел Хэмптон | Busby Berkeley     | Музыкальный фильм/Романс  |
| 1938 | For Auld Lang Syne               | Лайонел Хэмптон | ?                  | Документальный фильм      |
| 1948 | A Song Is Born                   | Лайонел Хэмптон | Howard Hawks       | Comedy/Musical            |
| 1949 | Lionel Hampton and His Orchestra | Лайонел Хэмптон | Will Cowan         | Music                     |
| 1955 | Musik, Musik and nur Musik       | Лайонел Хэмптон | Ernst Matray       | Комедия                   |
| 1955 | The Benny Goodman Story          | Лайонел Хэмптон | Valentine Davies   | Драма                     |
| 1957 | Mister Rock and Roll             | Лайонел Хэмптон | Charles S. Dubin   | Драма/Музыкальный фильм   |
| 1980 | But Then She’s Betty Carter      | Лайонел Хэмптон | Michelle Parkerson | Документальный фильм      |